# Bourbon (uísque)
O bourbon (em inglês: bourbon whiskey ou simplesmente bourbon), também aportuguesado como burbom, é um uísque americano (variedade de uísque típica dos Estados Unidos) elaborado com um mínimo de 51% de milho.
Segundo uma das versões correntes, o bourbon foi criado em 1789, no condado de Bourbon, Kentucky. A legislação americana determina que a destilação não possa ser superior a 80º e o seu envelhecimento deve ser por, no mínimo, dois anos, em tonel de carvalho.

## Requerimentos legais

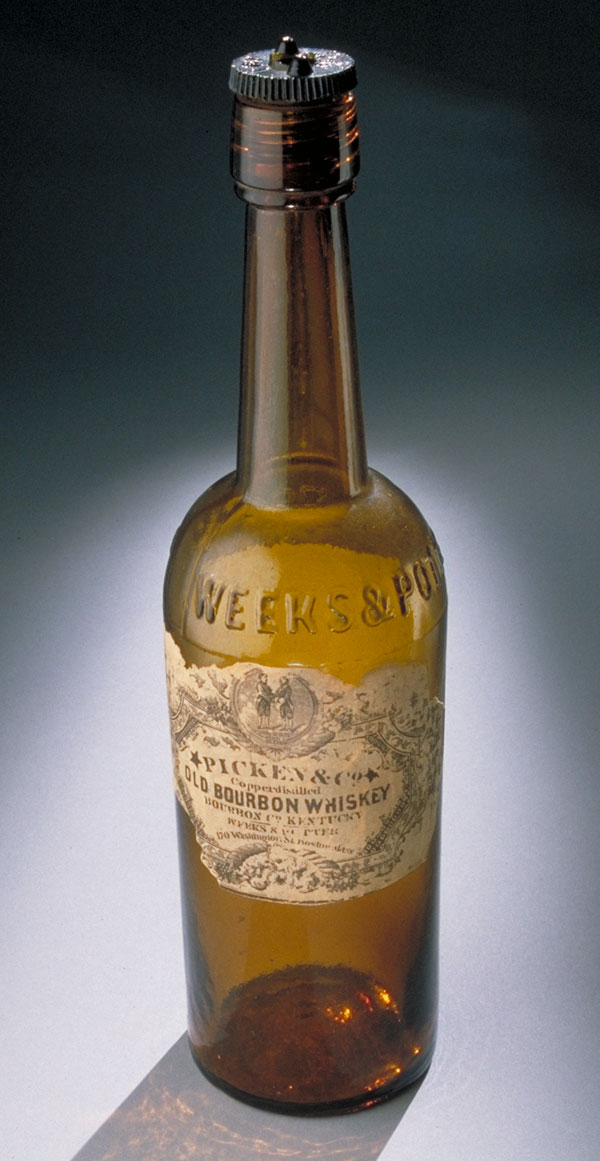
Garrafa de bourbon do século XIX.

Em 4 de maio de 1964, o Congresso dos Estados Unidos reconheceu o bourbon como "um distintivo produto dos Estados Unidos". O Federal Standards of Identity for Distilled Spirits (27 CFR 5) estabeleceu que um bourbon deve seguir os seguintes requerimentos:
- Deve ser feito de uma mistura de grãos que contenha pelo menos 51% de milho;[3]
- Deve ser destilado a não mais de 80% de álcool por volume;
- Deve ser armazenado em barris novos de carvalho;
- Não deve ser introduzido nos barris com mais de 62,5% de álcool por volume;
- Caso seja envelhecido nos barris por no mínimo dois anos, pode (mas não é obrigado a) ser chamado "straight bourbon whiskey";
- Aqueles envelhecidos por menos de quatro anos devem ter o tempo de envelhecimento no rótulo;
- Se um tempo de envelhecimento consta no rótulo, deve ser o do uísque mais recente contido na garrafa.
- Somente uísques produzidos nos Estados Unidos podem ser comercializados com o nome bourbon

Na prática, quase todos os bourbons vendidos são feitos de mais de dois terços de milho, tendo sido envelhecidos por pelo menos quatro anos, podendo ser qualificados como "straight bourbon whiskey". As exceções são marcas mais baratas, cujo processo de envelhecimento é de três anos e são pré-misturados a coquetéis de straight bourbon. Existem destilarias que produzem uísque envelhecido por até três meses, somente.

## Processo de produção
A mistura típica de grãos do bourbon é de 70% de milho, com o restante sendo de trigo ou centeio e malte de cevada. Esta mistura, chamada de mash, passa por um processo de fermentação chamado sour mash, onde um mash de uma destilação anterior é adicionado para assegurar uma consistência de pH entre os lotes. O mash fermentado é então destilado.
O destilado é armazenado em barris de carvalho para envelhecer, tempo durante o qual a bebida ganha a cor e o sabor da madeira. Os bourbon geralmente ficam mais escuros à medida que envelhecem.
Após o envelhecimento, a bebida é drenada dos barris, diluída em água e engarrafada com pelo menos 40% de álcool. A maioria dos bourbons é comercializada com um teor de 40% de álcool. Outros teores comuns são 43, 45, 47, 50 e 53,5% de álcool, mas há uísques com até 75,5%. Algumas variantes com teor alto não passam pelo processo de diluição após saírem dos barris, e são chamadas barrel proof.
O bourbon pode ser comercializado com um teor abaixo de 40%, entretanto este deve ser rotulado como diluted bourbon whiskey ("bourbon diluído").

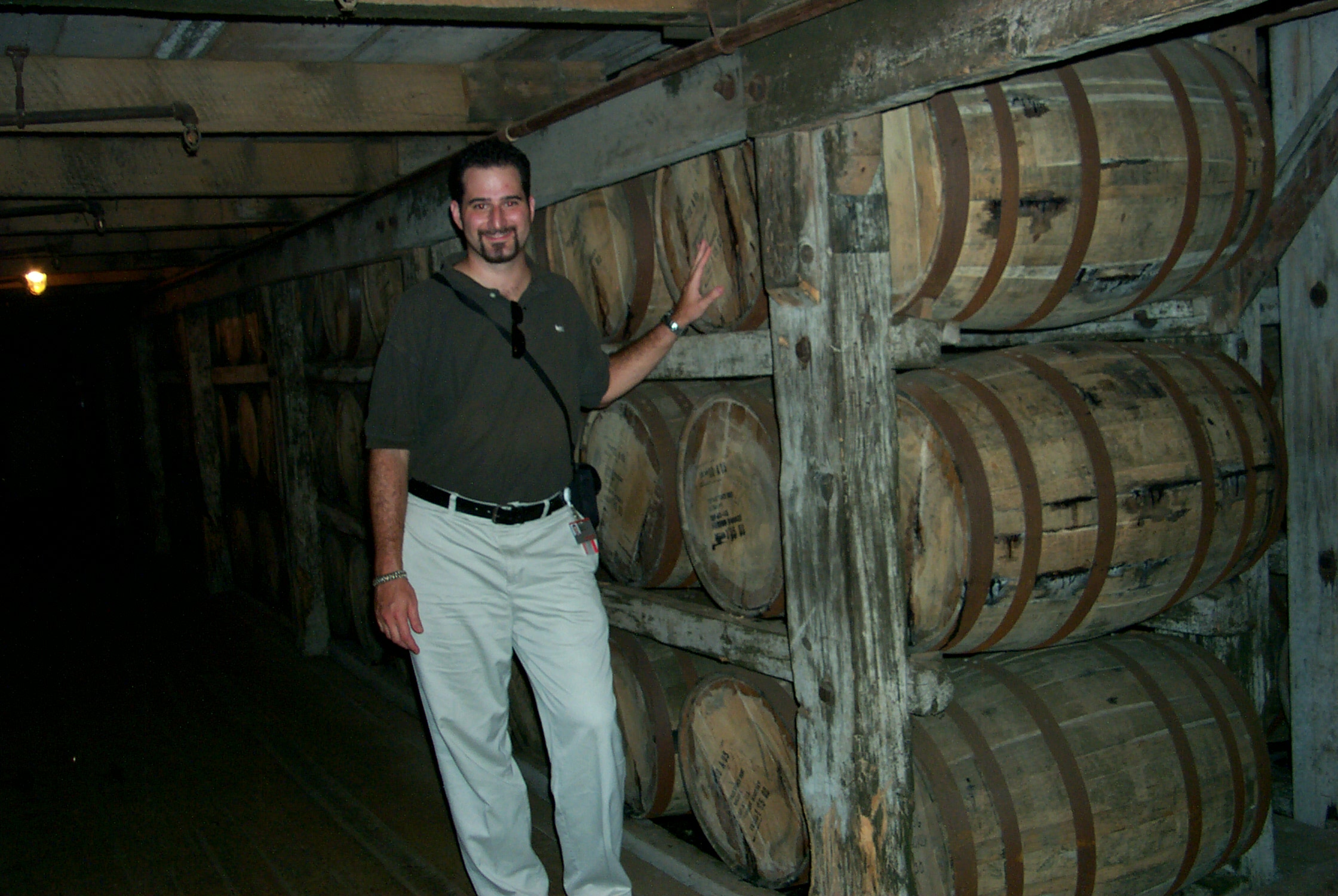
Barris de carvalho da destilaria Buffalo Trace

## Origem geográfica
O bourbon pode ser produzido em qualquer região dos Estados Unidos onde a destilação não é ilegal. Atualmente, a maioria das marcas são produzidas nos estados de Kentucky, onde há uma forte tradição dos bourbons — estima-se que 95% do bourbon consumido no mundo é destilado e envelhecido no Kentucky. A bebida tem sido produzida nos estados de Colorado, Kansas, Illinois, Indiana, Missouri, Nova Jérsei, Nova Iorque, Ohio, Pensilvânia, Tennessee e Virgínia.
A cidade de Bardstown, em Kentucky, é conhecida como "a capital mundial do bourbon", e é lá que se realiza anualmente o Kentucky Bourbon Festival, em setembro.
"Kentucky Bourbon Trail" é uma campanha de turismo que visa atrair visitantes para as oito destilarias mais conhecidas:
- Buffalo Trace (Frankfort);
- Four Roses (Lawrenceburg);
- Heaven Hill (Bardstown);
- Jim Beam (Clermont);
- Maker's Mark (Loretto);
- Tom Moore (Bardstown), adicionada ao roteiro em 27 de agosto de 2008;
- Wild Turkey (Lawrenceburg); e
- Woodford Reserve (Versailles).

## História
A história do bourbon não é bem documentada. Existem muitas lendas e histórias associadas, umas com mais credibilidade que outras. Por exemplo, a invenção do bourbon é geralmente atribuída ao ministro batista e dono de destilaria Elijah Craig. Diz-se também que foi ele o primeiro a envelhecer o destilado em barris de carvalho, "um processo que dá ao bourbon uma cor avermelhada e um sabor único". Para além dos limites do condado de Kentucky, um dono de destilaria chamado Jacob Spears é creditado como sendo o primeiro a etiquetar seu produto como "bourbon whiskey". Sua casa e seu estabelecimento ainda sobrevivem e estão abertos à visitação.
Embora popular e frequentemente repetida, a lenda de Elijah Craig goza de pouca credibilidade. Similarmente, a história de Jacob Spears é popular apenas dentro do condado, e tem pouca propagação fora dele. Provavelmente não há somente um único "inventor" do bourbon, que teve seu desenvolvimento atual concluído apenas no final do século XIX.
A destilação provavelmente chegou ao que futuramente se tornaria o estado de Kentucky quando os imigrantes escoceses, irlandeses, ingleses e alemães começaram a montar suas fazendas no início do século XVIII. O destilado que eles fabricavam começou a evoluir e ganhou nome no início do século XIX.